# Громадянський націоналізм

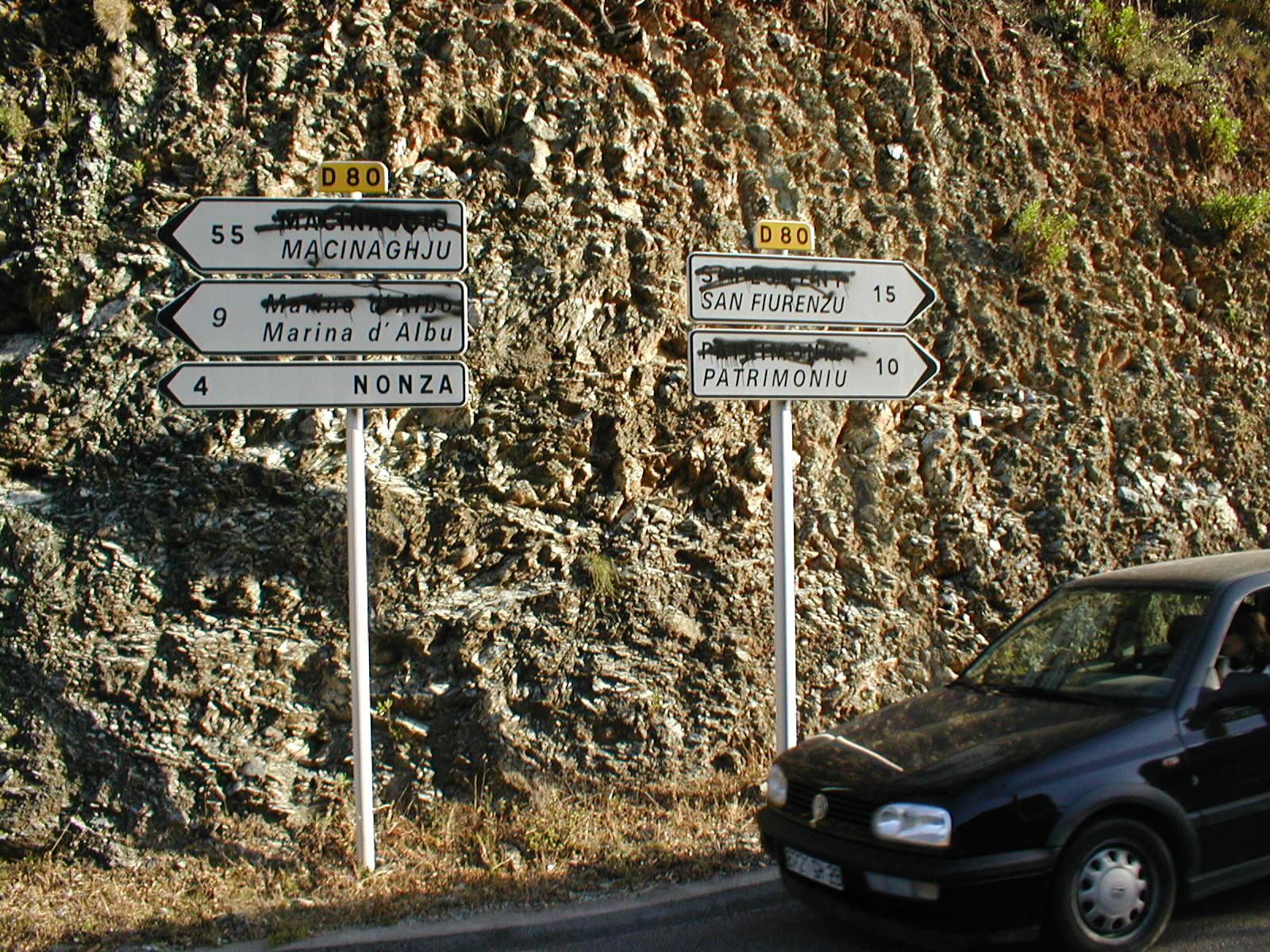
Корсиканські націоналісти часто пошкоджують дорожні знаки, що написані французькою мовою.

Громадянський націоналізм (англ. civic nationalism) — категорія націоналізму, яка формується за принципом дії. Громадянство є головним критерієм єдності держави та нації. Це — нексенофобна форма націоналізму, що є сумісним з ліберальними цінностями, такими як свобода, терпимість, рівність і права людини. Ернеста Ренана і Джона Стюарта Мілля часто вважають ранніми ліберальними націоналістами. Ліберальні націоналісти часто захищають цінність національної ідентичності, кажучи, що люди потребують національної ідентичності для того, щоб привести життя до автономного гармонійного ладу, і що демократичним державам необхідна національна ідентичність для того, щоб нормально функціонувати. За своєю структурою громадянський націоналізм протистоїть етнічному та радикальному.

## Значення поняття
Громадянський націоналізм стверджує, що легітимність держави визначається активною участю її громадян в процесі ухвалення політичних рішень, тобто ступенем, в якій держава представляє «волю нації». Основним інструментом для визначення волі нації є плебісцит, який може мати форму виборів, референдуму, опитування, відкритої суспільної дискусії тощо.
При цьому приналежність людини нації визначається на основі добровільного особистого вибору і ототожнюється з громадянством. Людей об'єднує їх рівний політичний статус як громадян, рівний правовий статус перед законом, особисте бажання брати участь у політичному житті нації, прихильність загальним політичним цінностям та загальній громадянській культурі.

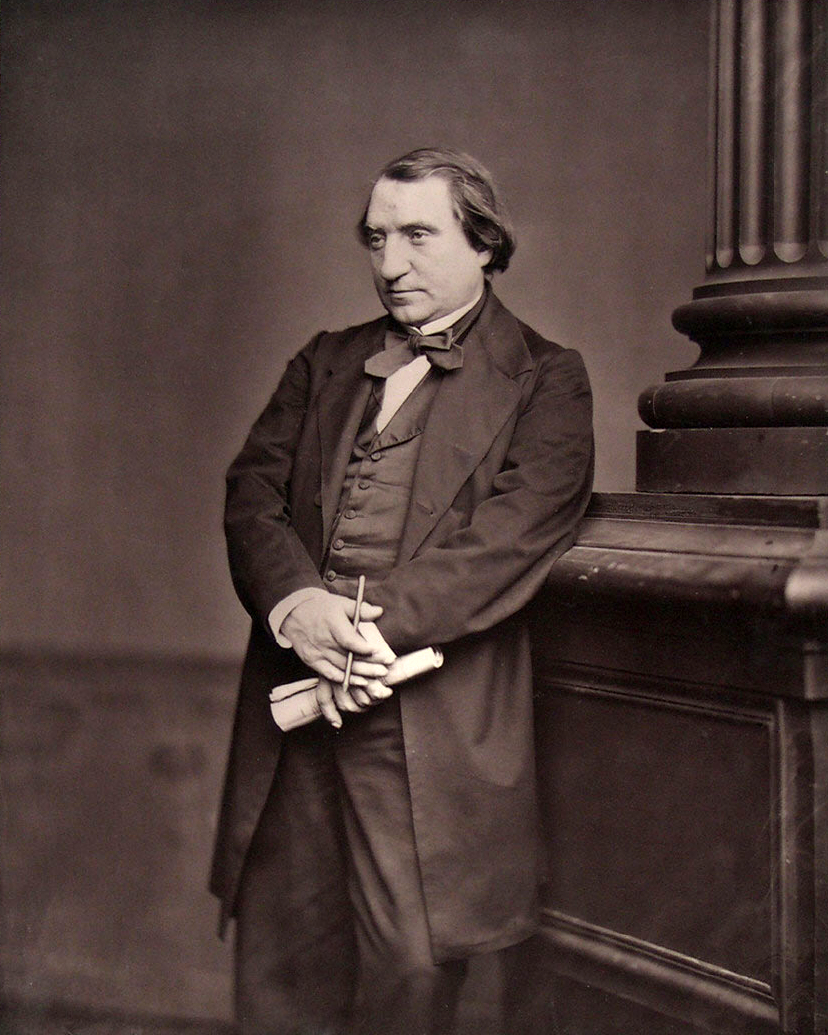
Ернест Ренан часто вважається одним з ранніх ліберальних націоналістів.

В кінці XIX століття Ернест Ренан звернув увагу на роль громадянського націоналізму в повсякденному житті: «Існування нації — це повсякденний плебісцит, як існування індивідуума — вічне твердження життя».
Що стосується «споконвічних» з культурно-етнічної точки зору представників нації, відповідно до громадянського націоналізму їх може і не бути. Важливіше, щоб нація складалася з людей, які хочуть жити поруч один з одним на єдиній території.
Відповідно до концепції громадянського націоналізму, суспільство та нація цементуються волею людей жити разом. На відміну від етнонаціоналізму, громадянський націоналізм ґрунтується на індивідуалізмі. Він стимулює приватну ініціативу — цей інструмент та єдино можливу умову реалізації особистості. Кожен вирішує сам, чи братиме він/вона участь у величезному загальнонаціональному соціальному контракті.
Індивідуалізм, а слідом за ним і громадянський націоналізм, приймає різноманітність індивідуумів та їх груп як належне. Етнонаціоналізм у мовній та етнічній політиці схильний бачити проблему, тоді як громадянський націоналізм — не більше, ніж факт.
Громадянський націоналізм є подвійним запобіжником проти виникнення етнічних і міждержавних конфліктів. З одного боку, він сприяє зняттю міжетнічної напруги всередині держав. З другого, якщо вже й доходить до з'ясування відносин між державами, то воно відбувається на спільній основі, в межах міжнародного правового поля.